# Роксолана
Хасекі Гюррем-султан (лат. Haseki Hurrem Sultan, осман. خرم حسکي سلطان, тур. Hürrem Haseki Sultan), більш відома як Роксолана (лат. Roxolana, близько 1506— 15 квітня 1558, Стамбул) — привілейована хатун, пізніше законна дружина Сулеймана І Пишного, султана Османської імперії, меценатка та філантроп. Перша хасекі-султан, засновниця епохи жіночого султанату, одна з найвпливовіших жінок в історії Османської імперії. Між 1517 та 1520 роками потрапила до гарему, стала коханою дружиною Сулеймана І, з яким вела віршоване листування. Власним коштом будувала мечеті, школи, лікарні для жінок, караван-сараї та кухні в Стамбулі, Едірне, Єрусалимі, Мецці й Медині, опікувалася становищем жінок у гаремах. Сприяла сходженню на престол свого третього сина Селіма II. Оспівана в літературі, образотворчому мистецтві, музиці та кіно. Варіант справжнього імені «Анастасія Гаврилівна Лісовська» з'явився в пізній літературній традиції. Входить до переліку найвідоміших жінок давньої та сучасної України.

## Біографія

### Походження
Народилася приблизно в 1506 році. Дані про походження Роксолани суперечливі. В Європі Хюррем була відома як Роксолана. Цим ім'ям вперше її названо послом Священної Римської імперії в Османській імперії Ож'є Гісленом де Бусбеком, автором виданих в 1589 році у Парижі латиномовних «Турецьких записок» (лат. Legationis Turcicae epistolae quatuor IV). В цьому творі він назвав її Роксоланою, опираючись на ймовірне походження Хюррем з території, називаємої в Речі Посполитій в кінці XVI століття Роксоланія (від племені роксоланів, згаданих Страбоном як жителів Північного Причорномор'я). Численні перевидання твору де Бусбека вже в XVI столітті посприяли поширенню і популяризації вигаданого імені в європейських країнах.
Венеційський посол — Джованні Баттіста Тревізано — називав її «султанкою з Русі»: «Sultana, ch’è di Rusi».
Михалон Литвин, який був у середині XVI століття послом Великого князівства Литовського в Кримському ханстві, у своєму творі 1548—1551 років «Про звичаї татар, литовців і москвитян» (лат. De moribus tartarorum, lituanorum et moscorum), описуючи торгівлю рабами вказує, що «і найулюбленіша дружина нинішнього турецького імператора мати першонародженого [сина] його, який буде правити після нього, викрадена була із землі нашої».
Самуель Твардовський у поемі «Велике Посольство» (написана між 1621 і 1623, видана в 1633) писав, що йому казали турки, що вона була дочкою православного священника з Рогатина — міста в Івано-Франківській області, на території сучасної України. Згодом у художніх творах з'явилося його прізвище — Лісовський.:
Ця, що Соліман зве королівською сестрою.

Підлого з Рогатина православного священика була дочкою.
Але Рогатин, як і вся Галичина, не входив до складу Великого князівства Литовського, а був частиною Королівства Польського.

За версією ж польського поета Мавриція Гославського, Роксолана родом із містечка Чемерівці в Хмельницькій області, на території сучасної України. Олександр Галенко вважає, що припущення про таке її походження теж належить до XIX століття і не спирається на надійні докази. Першоджерела XVI століття не фіксують дошлюбного імені й прізвища Хюррем-султан. За польською літературною традицією її справжнє ім'я було Олександра й вона була донькою рогатинського священника Гаврила Лісовського, який служив у церкві Святого Духа, яка збереглася й донині. В українській літературі XIX століття дівчину стали називати Анастасією, цю версію прийняли деякі радянські історики. Американська дослідниця Галина Єрмоленко припускає, що ім'я Анастасія або Настя з'явилося в літературі під впливом фольклору і, посилаючись на Михайла Орлича, наводить буковинську народну пісню:
В Рогатині, на зарінку
Там татари вкрали дівку
Вкрали дівку Настусеньку
Чорнобриву, молоденьку
Та й забрали в Туреччину

Та й продали до гарему.
Михайло Орлич повідомляв, що чув цю пісню від бабусі. Також він від неї чув, що «начебто на весілля Насті й Сулеймана їздила в супроводі козаків і Настіна мати й інші казки». Ірина Книш називає «старою народною» піснею, яка насправді є переробленим уривком поеми Мавриція Гославського «Поділля» (1827 г.). Аналогічної помилки припускає й Орлич.
Невідомо, наскільки первинні «старі народні» пісні про Роксолану і чи датуються вони терміном раніше 1880 року, коли ім'я Анастасія Лісовська з'явилося у Михайла Орловського в історичній повісті «Роксолана або Анастасія Лісовська». Київський історик Володимир Грабовецький стверджував, що при пошуках в архівах в галицьких міських і земських актових книгах не виявив згадки роду Лісовських до середини XVI століття. Михайло Орловський, вслід за Маврицієм Гославським, писав, що Роксолана була родом не із Рогатина, а із Чемеровець.

### У султанаті
Сулейман I Пишний, син Селіма І Грізного, був одним з найвідоміших османських султанів. У Європі його звали Пишний, в Османській імперії — Кануні (Законодавець) — за створення законів, спрямованих на захист інтересів феодалів, закріплення селян за їхніми земельними ділянками, які належали поміщикам — фактично, це було введення кріпацтва.
Імовірно, Хюррем привезли до невільничого ринку в Кафі, звідки дівчинка потрапила на Аврет Пазари (Жіночий Ринок) у Стамбулі, на якому й була куплена. Шейх Кутб аль-Дін аль-Нахравалі, один з релігійних діячів Мекки, був у Стамбулі наприкінці 1557 року й записав у спогадах, що Хюррем стала служницею при дворі Ханчерлі Фатьми-султан (дочки принца Махмуда, сина султана Баязида ІІ). Ханчерлі подарувала свою служницю в гарем Сулеймана ще до того, як він став султаном.
У гаремі Бабус-сааде («Брами блаженства») їй дали ім'я Хюррем (по-перськи — радість).
Махідевран, мати принца Мустафи, рабиня албанського чи черкеського походження, почала ревнувати султана до Роксолани. Сварку між нею і Махідевран у своєму звіті за 1553 описав венеційський посол Бернардо Наваджеро:
|  | … Гордовита черкеска напала на Хюррем, стала ображати її, навіть подряпала їй обличчя, роздерла сукню і стала рвати їй волосся. Через якийсь час Хюррем покликали в спальню до султана. Хатун відмовилася йти до падишаха, сказавши, що в такому вигляді вона з'явитися перед повелителем не може. Однак султан наказав їй прийти і розповісти особисто, що сталося. Після цього в опочивальню до султана була запрошена Махідевран. Вона повинна була дати своє пояснення події. Махідевран заявила, що їй зобов'язані підкорятися всі в гаремі і що Хюррем ще легко відбулася. Слова Махідевран розлютили султана. Гордовита Махідевран впала в немилість, а Хюррем після цього випадку стала коханою дружиною. |

Першого сина Роксолана народила в жовтні 1522 року. За законами віри, султан міг мати чотирьох законних дружин та стільки наложниць, скільки міг утримувати. До Сулеймана османські султани не брали офіційних шлюбів уже близько століття, всіх дітей їм народжували наложниці. Жінки, що народжували синів, приймали іслам і ставали фаворитками.
- Перша фаворитка Сулеймана — Фюлане[36]. Народила сина Махмуда, який помер 9-річним 30 жовтня 1521 року[35] під час епідемії віспи. А також доньку — Фатму Нур-султан(1516–1561).
- Друга — Гюльфем[36]. Її син Мурад (нар. 1519) теж помер у 1521 від віспи (17 жовтня).
- Третя — Махідевран Султан (також знана як Гюльбахар — Весняна троянда). У 1515 народила сина Мустафу (страчений 6 жовтня 1553 у міжусобицях за наказом батька). А у 1525 — доньку Разіє Султан (померла у 1571).
- Четвертою фавориткою Сулеймана стала Хюррем.

Шлюб та гучне весілля Сулеймана і Хюррем відбулися в 1530 році. Султан призначив їй посаг у 5 тисяч золотих. Також Сулейман запровадив спеціально для Хюррем титул хасекі (осман. «султана, особисто відзначена султаном»), другий за значущістю в гаремі після валіде — щоб позбавити першості титул башкадин (осман. «головна пані»), який за традиційною гаремною ієрархією належав матері старшого сина султана — Махідевран.
Після смерті матері султана Айше Хафси Султан у 1534 році Роксолана стала управителькою гарему. Після пожежі 25 січня 1541 в Старому палаці, де розташовувався гарем, домоглася його перенесення до султанської резиденції Топкапи, місця засідань уряду.
У дні розлуки (Сулейман зробив 13 військових походів) Роксолана і султан листувалися віршами перською, турецькою і арабською. Збереглося 8 листів Хюррем до Сулеймана, написаних між 1528 та 1557 роками. Писали їх палацові писарі, але деякі — мають оригінальні автографи султани.
Роксолана запропонувала султанові збудувати мечеть, названу його ім'ям — Сулейманіє-Джамі. У ній і похована.
В останні роки життя Роксолана намагалася не розлучатися з чоловіком. Зиму кінця 1557- початку 1558 року вони провели в Едірне, разом повернулися до Стамбулу. За переказами, ще до її смерті султан присягнув не мати інших жінок.
Хюррем Султан померла 15 або 18 квітня 1558 року. Похована в мавзолеї, збудованому на подвір'ї мечеті Сулеймана. Сулейман проводив активну діяльність на її честь, по всій імперії збудував велику кількість об'єктів, присвячених їй.
Султан помер в ніч з 5 на 6 вересня 1566 під час військового походу на Угорщину. Тіло падишаха перевезли до Стамбулу і поховали поруч з Роксоланою.
Хюррем народила султану 6 дітей — 5 синів (четверо з яких загинули, борючись за трон (як і Мустафа, син Махідевран)) і доньку Міхрімах.
- син Мехмед (тур. Mehmed) (жовтень 1522[35] — 6 листопада 1543)[2],
- донька Міхрімах (тур. Mihrimah) (близько 1522 — 25 січня 1578), яку Сулейман, за переказами, любив найбільше, на її честь збудував мечеть. У 1539 видана за Рустема-пашу, який 28 листопада 1544 року став великим візиром[2].
- син Селім (тур. Selim) (28 травня 1524 — 12/15 грудня 1574), єдиний з синів пережив батька.
- син Абдуллах (тур. Abdullah) (помер у 1526),
- син Баязид (тур. Bayezid) (1525 або 1526 — 25 вересня 1561), одразу після смерті Роксолани здійняв повстання проти батька і брата. Зазнав поразки, переховувався в Персії, де його стратили за наказом Сулеймана[2].
- син Джихангір (тур. Cihangir) (1530 — 27 жовтня 1553)[2]. За переказами, помер з жалю за братом[40] (за іншою версією — через те, що Мустафа призвичаїв його до опію).

### Описи сучасників
```
                                Сучасники Роксолани описували її 
скоріше як милу, ніж красиву
. 
Венеційський
 посол Бернардо Наваджеро у 1553 році доповідав:
```

|  | Його величність султан так сильно кохає Роксолану, що в османській династії іще не бувало жінки, яка б тішилася більшою повагою. Кажуть, в неї милий, скромний вигляд, і вона дуже добре знає натуру Великого володаря. |

Венеційський посол Домініко Тревізано казав, що Роксолана молода, але не красива (італ. «giovane, ma non bella»), а стамбульський люд вважав її за відьму.
У 1554 році Тревізано писав про Роксолану із Стамбулу:
|  | Для його величності султана це така кохана дружина, що, — переказують, — відколи він її спізнав, відтоді вже не захотів знати якоїсь іншої жінки: ну, а чогось такого не робив ще ніхто з його попередників, бо в турків є звичай — міняти жінок. |

## Політична діяльність
З початку правління Роксолани розпочався період, який історики називають правлінням привілейованих жінок, правлінням султан або жіночим султанатом — коли дружини султанів значно впливали на політичні дії своїх чоловіків (друга половина XVI — перша половина XVII століття).
Згідно із протоколом османського двору, Хюррем разом із донькою Міхрімах написала листи до польського короля Сигізмунда II Августа (1548 і 1549 рік) і відповіла на листи дружини та сестри перського шаха Тахмаспа I (1555 і 1557 рік).
Ймовірно, як дружина султана, сприяла безпечному перебуванню в Стамбулі Дмитра «Байди» Вишневецького у 1553–1554 роках.
Деякі історики вважають, що Роксолана піклувалася і про свою батьківщину — докладала зусиль для звільнення співвітчизників, запобігала набігам татар. Натомість, український письменник Павло Загребельний, автор роману «Роксолана», на питання «Як Роксолана допомагала Україні через Сулеймана?» в інтерв'ю відповів:
|  | Ніяк. Почитайте історію Грушевського: за час його (Сулеймана Пишного) правління татари (ними фактично керували турки) здійснили 38 набігів (майже по одному кожного року). В султана до Роксолани були душевні симпатії, але вони мали домашній характер. Не потрібно тішити себе ілюзіями. Вона просто боролася за себе як за особистість. До речі, її розум та характер нагадує Тимошенко. З деяких джерел відомо, що вона була невисокого зросту, не була красунею, але була дуже чарівною. В неї був якийсь особливий ніс, який хвалив навіть Вольтер. Він говорив, що «заради нього Сулейман міг би віддати всю Європу. |

На питання журналістів, чи вважає він Роксолану національною гордістю, Загребельний відповів:
|  | Її життєвий шлях і досягнення — це її особиста гордість. Я ж особисто не став би називати її національною гордістю. |

Михайло Грушевський, описуючи період між 1500 і 1574 роками, справді писав про 38 набігів татар. Однак, саме на часи правління Роксолани (1520-1558) припадає лише 9 набігів, з яких вдалими виявились — 7.
З ім'ям Роксолани пов'язано спорудження в Стамбулі та інших містах Османської імперії багатьох історичних пам'яток. Збереглося багато дарчих листів Сулеймана для Хюррем, а також кілька закладних грамот на доброчинні фундації, створені нею.
На особисті кошти Роксолани збудовані:
- у Стамбулі — комплекс біля жіночого невільничого ринку Аврат Пазари (мечеть Хасекі Джамі, лікарня для жінок, дві медресе, початкова школа, супова кухня і фонтан), лазні (хамами) біля мечеті Айя-Софія та в дільниці Єгуділер;
- в Едірне — мечеть, караван-сарай та фонтани;
- в Єрусалимі — мечеть, притулок для прочан, супова кухня Хасекі Султан Імарет, караван-сарай;
- у Мецці — супова кухня біля Кааби;
- у Медіні — супова кухня[2].

#### Боротьба за владу
Відомо, що Роксолана хотіла, щоб один з її синів став спадкоємцем Сулеймана, тому деякі історики припускають, що вона причетна до страти візира Ібрагіма, місце якого зайняв Рустем-паша (Роксолана віддала за нього свою доньку Міхрімах), та страти шехзаде Мустафи. Ймовірно, Роксолані спільно з Рустем-пашею вдалося переконати Сулеймана в зазіханнях Мустафи на султанський трон, що призвело до страти останнього за наказом батька у військовому таборі в місті Ереглі 6 жовтня 1553 року. За однією з версій, великий візир Рустем-паша запропонував Мустафі вступити до армії свого батька і в той же час попередив Сулеймана, що Мустафа йде до нього, щоб убити.
Посол імператора Священної Римської імперії Гізлен Бузбек (у іншому прочитанні — Бусбег або Ож'є Гіслен де Бусбек) доповідав:
|  | Сулейман, відділений стіною шатра від місця, де розігрувалася трагедія, висовував з нього голову й кидав жахливі і грізні погляди на «німих», дорікаючи їм за повільність гнівними жестами". |

Семирічного сина Мустафи — Мехмеда — стратили кількома тижнями пізніше в місті Бурса.
Турецький історик Тальха Угурлуель вважає, що до страти Мустафу привели його власні амбіції і негативний вплив оточення — він відпустив бороду (шехзаде це дозволено тільки після сходження на престол) і створив власну тугру (персональний знак правителя), бо його переконали, що Сулейман вже старий (у 1553 йому було 58 років) і хоче посадити на престол саме Мустафу.
Турецький історик Мустафа Армаган теж вважає, що Мустафа був необережний і амбітний — у нього був свій палац, своє військо, свої поети та письменники. У одному з інтерв'ю дослідник зазначив, що шехзаде Мустафа готувався до боротьби:
|  | Кануні повинен був вирушити в похід на Іран, і, помітивши, що його син в таких обставинах налаштований проти нього, у Падишаха не залишалося іншого виходу, окрім як прибрати його. |

Щодо інтриг Хюррем Армаган відзначив:
|  | Є запис в книзі, написаній одним італійським шпигуном, коли Кануні говорить Джихангіру: «Дивися, Джихангіре, якщо Мустафа зійде на престол, то він уб'є всіх вас, я цього боюся». Тобто, не було такого, що Мустафа був у всьому чистий, а проти нього стояла Хюррем зі своєю командою. Ні, це була боротьба за престол. Ймовірно, якби у Мустафи була можливість, то він убив би братів, і, найімовірніше, Гюррем. У зв'язку з цим не варто виправдовувати сторону, що потерпіла, і чорнити ту, що перемогла. Найбільша Імперія на цьому світі — це далеко не дитяча іграшка і не родинний інцидент… Махідевран Султан в Амасьї плела не менше інтриг, ніж Хюррем Султан, щоб посадити на трон свого сина. Кожна мати, кожен батько бажає, щоб їх син був головним, і зроблять для цього що завгодно. Тобто, ніхто не має права говорити: «Чому Гюррем Султан зробила це?» Хюррем Султан справедливо хоче, щоб на престол зійшов Баязид (старший син, шехзаде Мехмед, помер ще у 1543 році — ред.), інакше, якщо на трон сяде син Махідевран, то вона не буде упевнена в безпеці свого сина. Для цього вона починає грати проти Махідевран. Причиною того, що інтриги Хюррем були більш видимими і ефектними, є знаходження Хюррем в столиці, а Махідевран — в Амасьї. |

Після страти Мустафи, яничари вимагали покарати великого візира Рустема-пашу, вважаючи його причетним до смерті свого улюбленого шехзаде. Роксолана просила султана помилувати їхнього зятя заради дочки, що той і зробив.
Існує версія, що Роксолана причетна і до смерті валіде Хафси, матері Сулеймана. Нібито Хафсу отруїли за її наказом.

## Роксолана у мистецтві
Життя та діяльність Хюррем Султан-Роксолани привернули увагу численних митців, зокрема, письменників, живописців та композиторів, які присвятили їй чимало творів.

#### Зарубіжні твори
- Памфлет литовського письменника і дипломата Михайла Литвина «Про звичаї татар, литовців і московитів» (лат. «De moribus tartarorum, lituanorum et moscorum», 1550-ті),
- Трагедія французького письменника Габріеля Бунена «Султана» (фр. «La Soltane», 1561)[4],
- Праця фламандського письменника і дипломата Ож'є Гіслена де Бусбека «Чотири листи про турецьке посольство» або «Турецькі листи» (1581), до 1595 року — вийшло ще три видання, а в XVII столітті вони перевидавалися ще 12 разів; з'явилися також переклади цього твору чеською (1594), німецькою (1596), фламандською (1632), французькою (1649), іспанською (1650), англійською (1694), що витримали по кілька видань[56],
- Ілюстрована праця французького письменника Жана-Жака Буассара латиною «Життя і портрети турецьких султанів, перських князів та інших славних героїв і героїнь, від Османа до Мухаммеда II» (1596), де Роксолана отримала негативну оцінку[4],
- Трагедія італійського письменника Просперо Бонареллі делла Ровере «Сулейман» (1612)[4],
- Поема польського письменника Самуеля Твардовського «Велике посольство» (1633),
- П'єса французького письменника Жана Мере «Великий і останній Сулейман, або смерть Мустафи» (1637),
- Трагікомедія французького письменника Жана Демаре де Сен-Сорлена «Роксана» (фр. «Roxane», 1639),
- Трагедія французького драматурга Жана Расіна «Баязет» (фр. «Bajazet», 1672)[59],
- П'єса французького письменника Франсуа Белена «Мустафа та Зеангір» (Зеангір — так у французькій транскрипції звучить ім'я молодшого з синів Роксолани — Джихангіра, 1705)[4],
- Трагедія німецького драматурга Ґотгольда Лессінга «Джихангір, або Відмова від трону» або «Джихангір, або Ганебний трон» — збереглося лише три сцени першого акту (1748)[59][60],
- Водевіль Шарля Фавара «Сулейман або три султани» (1761),
- Драма німецького письменника Християна Вейса (або Вейсса) «Мустафа та Зеангір» (1761)[59],
- Комедія французького письменника Ніколя Шамфора «Мустафа та Зеангір» (1776),
- Поема польського поета Мавриція Гославського «Поділля» (1827), в якій він вказав, що Роксолана — родом з Чемерівців[4],
- Праця «Історія Оттоманської імперії» (нім. «Geschichte des osmanischen Reiches» , 1827–1835) австрійського сходознавця Йозефа фон Гаммер-Пургшталя, який негативно оцінює Роксолану[4],
- Драма у віршах російського письменника Нестора Кукольника «Роксолана» (1834), в якій Роксолана зображена інтриганкою[4],
- Праця турецького історика Ахмета Рефіка Алтиная «Жіночий султанат» (1916)[61],
- Оповідання американського письменника Роберта Говарда «Тінь Стерв'ятника» або «Тінь Вальгари» (1934), головна героїня — Руда Соня, вигадана сестра Роксолани; сама Роксолана в оповіданні лише згадується,
- Роман німецького письменника Йоганнеса Тралова «Роксолана» (1942), де вона стала донькою кримського хана, яку захопили в полон запорозькі козаки[62],
- Книга турецького дослідника Чагатая Улучая «Любовні листи турецьких султанів» (1950), в якій значне місце відведене листам Роксолани Сулейману[4][63],
- Роман фінського письменника Міка Валтарі «Мікаель ель-Хакім» (французький переклад — «Слуга пророка», 1979),
- Стаття турецької письменниці Зейнаб Дурукан «Гарем палацу Топкапи» (1979), в якій Роксолана змальована підступною і жорстокою жінкою[4],
- Роман французької вченої-літературознавця Катрін Клеман «Султана» (1981),
- Праця французького історика Андре Кло «Сулейман Пишний» (фр. «Soliman le Magnifique», 1983)[57],
- Велике історичне дослідження югославського вченого Радована Самарджича «Сулейман і Роксолана» (1987),
- Роман румунських письменників Мірча Буради та Вінтіле Корбула «Роксолана і Сулейман» (1987),
- Роман англійського письменника Коліна Фалконера «Гарем» (французький переклад — «Ніч Топкапи», 1992),
- П'єса турецького письменника Орхана Асена «Гюррем Султан», яку поставив наприкінці 1998 року Стамбульський міський театр[4],
- Роман французького письменника Алена Паріса «Останній сон Сулеймана» (1999),
- Роман турецького письменника Тургана Тана «Гюррем Султан»,
- Любовні романи російської письменниці Наталі Павліщевої «Ворота блаженства» (рос. «Врата блаженства», 2013)[64], «Роксолана і султан» (рос. «Роксолана и султан», 2013)[65], «Будинок щастя. Діти Роксолани та Сулеймана Пишного» (рос. «Дом счастья. Дети Роксоланы и Сулеймана Великолепного», 2013)[66] та «Прощальний поцілунок Роксолани. „Не треба раю!“ (рос. «Прощальный поцелуй Роксоланы. «Не надо рая!», 2014)[67].

#### Українські твори
- Драма Гната Якимовича „Роксоляна“ (1869) ,
- Історична повість Михайла Орловського „Роксолана або Анастасія Лісовська“ (1882),
- Історична праця сходознавця Агатангела Кримського „Історія Туреччини“ (1924), в якій Роксолані відведено 13 сторінок[68], за що автора розкритикували в газеті „Комуніст“[4][69]; султані Кримський дав суперечливу характеристику: розвинув оцінки Ож'є Гіслена де Бусбека про руйнівні наслідки її дій для Османської імперії, представив Хюррем лише одним із прикладів невільницьких доль, про які співалося в українських думах, а наостанок назвав її і Сулеймана „дикими мусульманськими фанатиками“[56],
- Повість Осипа Назарука „Роксоляна“ (1930)[70],
- Оповідання для дітей Антіна Лотоцького „Роксоляна. Історичне оповідання XVI століття“ (1937),
- Роман Миколи Лазорського „Степова Квітка“ (1965),
- Літературно-історична стаття Ірени Книш „Імператорська карієра Анастазії Лісовської“ (1966),
- Нарис Юрія Колесниченка „Султанка з Рогатина“ (1966),
- Історична повість Сергія Плачинди „Неопалима купина“ (1968),
- Поема драматурга Любові Забашти „Роксоляна. Дівчина з Рогатина“ (1971),
- Роман Павла Загребельного „Роксолана“ (1980),
- Стаття Євгена Крамара „Славетна українка в султанському дворі“ (1984)[71],
- Повість Юрія Винничука „Житіє гаремноє“ (1996),
- Есе Павла Романюка „Роксолана“ (1999)[72].

### В образотворчому мистецтві
Існує кілька портретів Роксолани, найперший з яких належить невідомому автору, хоч на портреті вказано ім'я Матео Паґані (1550). Всі вони уявні, жоден не написаний з натури — гарем був закритий для художників. Щоправда, на всіх прижиттєвих портретах Роксолана виглядає майже однаково. Також можливо, що портрети створювалися зі слів венеційських послів, які неодноразово бачили Роксолану.

### У музиці
Про Роксолану написано низку музичних творів, зокрема:
- симфонія Йозефа Гайдна № 63 до мажор має другу частину під назвою „Роксолана“ (італ. «La Roxelane», 1781)[56],
- опера Дениса Січинського „Роксоляна“ (1908),
- лібрето Степана Галябарди „Я — Роксолана“,
- альбом Алли Кудлай „Роксолана“ з однойменною піснею на слова Степана Галябарди, музика — Олега Слободенко (1990),

Роксолано, Роксолано,
Україну продають.
В ріднім домі, в ріднім домі
Яничари ростуть.
Роксолано, Роксолано,
Твоє ім'я, мов дзвін.
Піднімає, піднімає
Мій народ з колін.
- опера Олександра Костіна „Сулейман і Роксолана або Любов в гаремі“ в 3-х діях[73] (1995).
- пісня Оксани Білозір „Пісня Роксолани“ на слова Степана Галябарди, музика — Арнольда Святогорова (альбом „Горобина ніч“, 2001),

Навіщо матуся мене породила?
І розуму батько навіщо навчав?
Навіки прощай, Українонько мила,
О, роде мій грішний, навіки прощай!
- двоактний балет Дмитра Акімова „Роксолана“ (2009)[74],
- пісня Олени Єрсак „Роксолана“ на слова Олександра Балабка, музика — Леоніда Нечипорука (2009):

Султанша, султанша,
Зелене покривало,
Султанша, султанша,
В палаці — наче пава.
Солодкі губи та звабливий стан,
Утратив спокій Пишний Сулейман.
- альбом „Кохання Гюррем“ турецького співака і композитора Джана Атілли, у кліпі до головної пісні викрадена татарами Настя Лісовська пливе з Криму в Стамбул, щоб стати султаною. Куплет з пісні:

Rogatina'da yagmurda
dans eden küçük bir kizin
rüyalarinin gerçek olmasi üstüne
and içiyorum…
У Рогатині, під дощем
Я присягаю
Дівчинці, яка танцює,
Що її мрії збудуться…

### Кіно
Художні фільми
- 1990: Битва трьох королів (СРСР)

Документальні фільми
- 2008: Роксолана: кривавий шлях до престолу» (Україна)
- 2012—2013: Роксолана (Україна)

Телесеріали
- 1996—2003: Роксолана (Україна); в ролі Роксолани — Ольга Сумська
- 2003: «Хюррем Султан» (Туреччина); в ролі Роксолани-Хюррем — Гюльбен Ерген.
- 2011—2014: Величне століття. Роксолана (Туреччина); в ролі Роксолани — Мер'єм Узерлі, зі 103 серії — Вахіде Перчин
- 2018: Готель «Галіція» в епізодичній ролі (23 серія)

### Театр
- Комедія «Мустафа і Зеангір», поставлена у 1776 в придворному театрі палацу Фонтенбло (Франція) за однойменною комедією Ніколя Шамфора — сподобалася королю Людовику XVI та Марії Антуанетті[75].
- Водевіль «Сулейман або три султани», який поставив у 1835 році Александрінський театр в Санкт-Петербурзі за однойменним водевілем Шарля Фавара, Роксолану зіграла Варвара Асенкова.
- Вистава «Роксолана», яку в 1985 році поставив Тернопільський академічний обласний український драматичний театр імені Тараса Шевченка, роль Роксолани зіграла Люся Давидко[76].
- Вистава «Роксолана», яку в 1988 році поставив Дніпровський академічний український музично-драматичний театр імені Тараса Шевченка, роль Роксолани зіграла Олександра Копитіна.
- Вистава, яку поставив наприкінці 1998 року Стамбульський міський театр за п'єсою турецького письменника Орхана Асена «Хюррем Султан»[4].
- Мюзикл «Роксолана» Арнольда Святогорова на лібрето Степана Галябарди, у 2001 йшов на сцені Івано-Франківського музично-драматичного театру.

## Вшанування пам'яті
- У Рогатині на честь Роксолани названа площа, на якій у 1999 році був встановлений бронзовий пам'ятник. Його автори — скульптор Роман Романович та архітектори: Юрій Луговський та Орест Скоп[77][78].
- У Львові є вулиця Роксоляни. Вулиця Роксолани є також у Дніпрі, Володимирі, Калуші, Ковелі, Козовій, Коломиї, Краматорську, Трускавці, Ходорові та селі Зимна Вода.
- У місті Кривий Ріг вулицю Рахманінова перейменували на вулицю Роксолани.

## Додаткова література
- Бенуа С. Хюррем. Знаменитая возлюбленная султана Сулеймана. — Москва: Алгоритм, 2013. — 256 с. — ISBN 978-5-4438-0266-4.
- Чухліб Т. Козаки та Яничари. Україна у християнсько-мусульманських війнах 1500 - 1700 років. - Київ, 2010. - 524 стор.
- Боднарук І. Про Настю Лісовську, славну Роксоляну // Літопис Голготи України. Т. 4. Славні дочки України-Русі. — Л., 1999. — С. 73–76.
- Брязгунов Ю. Байда та Роксолана: дійсність, що розвіює міфи [Роль Роксолани в історії] // Молодь України. — 1998. — 7 серпня.
- Воронович З. Леді Макбет з України? [Про портрет Роксолани, який знаходиться у Львівському історичному музеї] // Високий Замок. — 2002. — 4 вересня.
- Гаврилів Б. Документальний портрет Роксолани зберігається в Луврі (Париж) // Краєзнавець Прикарпаття. — 2004. — № 4. — С. 49–50.
- Гаврилів Б. Роксолана таки має документальний портрет: [Про зображення Роксолани на картині Паоло Веронезе] // Галичина. — 2004. — 28 серпня.
- Галенко О. Витівки українського орієнталізму: [Наукова розвідка про Роксолану та критичні зауваження щодо фільму про неї фахівця з історії Османської імперії] // Критика. — 1999. — № 4. — С. 11–17.
- Шутко О. Роксолана: життєпис / Тернопіль, 2020. — 176 с.
- Гамбльтон Р. «Роксолана» в Канаді: [Рецензія на виставу опери Д. Січинського «Роксолана» у Канаді] // Культура і життя. — 1993. — 6 лютого.
- Грабовецький В. Роксолана в історії. — Івано-Франківськ, 1993. — 44 с.
- Грабовецький В. Роксолана в історії: Іст. портр. — Івано-Франківськ, 1997. — 38 с.
- Грабовецький В. Роксолана-Хуррем та її історична доля. — 2-ге вид., доп. — Івано-Франківськ: Плай, 2004. — 55 с.
- Гусак О. І все ж: Роксолана чи Роксоляна? [Автор стверджує, що правильно писати «Роксоляна»] // Молодь України. — 1997. — 21 серпня.
- Де було дворище Лісовських?: [Про Роксолану з Рогатина] // Федорів Р. Колиска з яворового дерева. — Л., 1970. — С. 166—167.
- Дерменжи О. Султанша двух держав: Хюррем // Да (Диалог. Евразия). — 2005. — № 16. — С. 30-34.
- Дмитрів І. Роксолана: міфи і факти життя та діяльності // Демократична Україна. — 2004. — 15 грудня.
- Допоки існуватиме світ — образ Роксолани не потьмяніє… : [З науково-теоретичної конференції в Рогатині «Настя Лісовська-Роксолана: міфи і факти життя та діяльності»] // Рогатинська земля. — 2004. — 2 жовтня.
- Драбчук І. Міф про Роксолану // Дністрова хвиля. — 2001. — 27 квітня.
- Дроботько Н. Від Рогатина до Палацу Топкапи в Стамбулі // Українська культура. — 1997. — № 1. — С. 30–31.
- Зощук С. Роксоляна — Султанка Туреччини // Літопис Голготи України. Т. 4. Славні дочки України-Русі. — Л., 1999. — С. 63.
- Зубков А. Роксоляна повертається додому [пам'ятником в Рогатині] // Літопис Голгофи України. Т.4. Славні дочки України-Русі. — Л., 1999. — С. 76–82.
- Качкан В. Володарка Стамбула … з Рогатина: [Дівчинка з Рогатина — прообраз героїні опери Д. Січинського «Роксолана»] // Зоря. — 1967. — 1 січня.
- Кісь Я. Легенди і факти про Роксолану // Архіви України. — 1970. — № 6. — С. 25–31.
- Коваль К. Тисяча і одна Роксолана [Про долю Насті-Роксолани, дружини султана Сулеймана II Великого] // Вечірній Київ. — 2005. — 5 квітня.
- Космолінська Н. Роксолана з Роксоланії // Міжнародний туризм. — 2004. — № 6. — С. 92–95.
- Кочубей Ю. Роксолана: доля, образ, символ // Політика і час. — 2005. — № 2. — С. 79–87.
- Крайній І. Загадкова султанша Роксолана-Хурем [Розмова з акад. В. Грабовецьким про постать Роксолани] // Україна молода. — 2005. — 12 лютого.
- Крамар Є. Славетна українка в Султанському дворі // Дослідження з історії України. — Торонто, 1984. — С. 137—163. (link 1, link 2)
- Кузнєцов Ю. Стамбул. Мавзолей Роксолани // Освіта України. — 2003. — 20 вересня.
- Лісовська Настя // Абліцов В. Галактика «Україна». Українська діаспора: видатні постаті. — К. : КИТ, 2007. — 436 с.
- Любов, мудрість і птахи не знають Вітчизни: До 500-річчя від дня народження Роксолани // Знаменні дати: Календар 2005. — К., 2005. — С. 222—225.
- Маркусь Д. Роксоляна // Енциклопедія української діяспори. Т. 4. — К.-Нью-Йорк-Чикаго-Мельбурн, 1995. — С. 170—171.
- Мазур О., Киричук Ю. Роксолана і набіги орд кримських і османських феодалів на українські землі у 20–50 роках XVI століття // Рогатинська земля: історія та сучасність. — Л.; Рогатин, 1995. — С. 102—104.
- Морозюк В. Бранка Роксоляна: [Про оперу Д. Січинського. Лібрето до опери написав В. Луцик. Диригував на її прем'єрі М. Коссак] // Галичина. — 1997. — 27 травня.
- Музичка І. Роксолана повернулась в Рогатин [величним пам'ятником. Автор — львівський скульптор Р. Романович] // Нова Зоря. — 1999. — 27 жовтня.
- Набитович Г., Набитович І. Роксолана [Дослідження] // Літопис Червоної Калини: Скрипторій історичної прози. Т. 8. — Л., 1998. — С. 341—344.
- Нев'януча красуня. Двірцеві інтриги і таємниці. Зв'язки з Україною // Грабовецький В. Ілюстрована історія Прикарпаття. Т.1. — Івано-Франківськ, 2002. — С. 321—331.
- Озгюрель А. История заметила ее… // Да (Диалог. Евразия). — 2005. — № 16. — С. 23–27.
- Онишкевич Л. Чи існує пам'ятник Роксолані?: [Про три «пам'ятники» Роксолані в Стамбулі] // Голос Опілля. — 1994. — 29 червня.
- Онуфрик П. Через віки не потьмяніє образ Роксолани: [Про науково-теоретичну конференцію] // Галичина. — 2004. — 4 листопада.
- Пастух Х. Знаменита галичанка повернулася у рідний Рогатин [пам'ятником] // За вільну Україну. — 1999. — 29 жовтня.
- Пелехатий І. Чи зраділа б Роксоляна «правдою» про себе? [Про «Роксоляну» О. Назарука та критичні зауваження щодо кіноверсії за твором] // Нова Зоря. — 1997. — 18 червня.
- Пелещишин М. Роксолана // Довідник з історії України. А-Я. — К., 2001. — С. 663—664.
- Роксолана в історії і легендах. Невільничими шляхами. Прикарпатська бранка. Хто вона і як її звати? // Грабовецький В. Ілюстрована історія Прикарпаття. Т.1. — Івано-Франківськ, 2002. — С. 308—320.
- Роксолана в світі / Автор-укладач Б. Гаврилів. — Івано-Франківськ: Тіповіт, 2004. — 28 с.
- Роксолана: [Лісовська Настя (1505, м. Рогатин — 1561, м. Стамбул)] // Геник С. 150 видатних українок. — Івано-Франківськ, 2003. — С. 166.
- Роксолана: міфи і факти життя: [Про наук.-теорет. конф. в Рогатині] // Урядовий кур'єр. — 2004. — 6 листопада. — С. 16.
- Роксолана // Муромов И. А. 100 великих любовниц. — М. : Вече, 2010. — 368 с. — ISBN 978-5-9533-4568-2. (рос.)
- Роксолана: Пісня: [Слова Д. Кременя; Музика Т. Ярової] // Мистецтво та освіта. — 1999. — № 4. — С. 32.
- Роксолана: Портрет // Фіголь М. Альбом. — К., 1989. — С.6.
- Роксолана: Портрет Луки Долинського // Рогатинська земля. Т. 2. — Нью-Йорк; Париж; Сидней; Торонто, 1996. — С. 225.
- Роксолана: Рейтинг «Золота Фортуна» // Золота Фортуна. — 2000. — № 1. — С. 64-65.
- Роксолана — унікальна жінка світової історії: [В Рогатині відбулася науково-теоретична конференція] // Демократична Україна. — 2004. — 20 листопада.
- Рощина Н. Роксолана. — Х. : Антологія, 2013. — 122 с.
- Селезінка В. Знову про Роксолану // Молодь України. — 1998. — 1 вересня.
- Селезінка В. Роксолана повернулася додому: [Про пам'ятник Роксолані у Рогатині] // Українська музична газета. — 2001. — № 1–2. — С. 9.
- Селезінка В. Чи пам'ятає Стамбул Роксолану [Роздуми після подорожі до Туреччини] // Культура і життя. — 1990. — 30 грудня. — С. 6.
- Селіна Л. І побачать українці дійсний портрет Роксолани…: [З мініатюри, що носив при собі султан Сулейман II Пишний] // Голос Опілля. — 1995. — 23 грудня.
- Сергійчук В. Роксолана в літературі та історії // Наука та суспільство. — 1988. — № 7. — С. 28–32.
- Середа М. Європейські наречені: Українки на престолах Європи [зокрема, Роксолана] // Літературна Україна. — 2002. — 7 березня. — С. 7.
- Скаврон Б. Султанша з Рогатина: [Є зображення Роксолани, яке зберігається в Луврі] // Експрес. — 2004. — № 40 (березень). — С. 13.
- Сом М. Роксолано, звідки ти? // Вечірній Київ. — 1998. — 27 листопада.
- Султанша // Козуля О. Жінки в історії України. — К., 1993. — С. 45–50.
- Сумская О. Благодаря Роксолане я полюбила Турцию и турецкий народ: [Розмова з українською актрисою, виконавицею головної ролі у кінофільмі «Роксолана»] // Да (Диалог. Евразия). — 2005. — № 16. — С. 28–29. (рос.)
- Туранли Ф. Роксолана в Стамбулі // Краєзнавчий збірник на пошану Б. Гавриліва. — Івано-Франківськ, 2003. — С. 35–40.
- Туранли Ф. Роксолана — це наша спільна історія: Виступ на науково-практичній конференції в Рогатині // Рогатинська земля. — 2004. — 9 жовтня.
- Утевська П., Горбачов Д. Подорож у Ренесанс: [Про портрет Роксолани у тюрбані] // Радянська жінка. — 1990. — № 12. — С. 16–17.
- Хай святиться ім'я твоє, Рогатине!: [Встановлено бронзовий пам'ятник Роксолані. Автори: скульптор Р. Романович, архітектори О. Скопа, Ю. Луговський] // Рідна земля. — 1999. — 29 жовтня.
- Penzer N. M. The Harem. — London, 1936 // Ceviri, Sahin D. — Istanbul, 2000. — P. 37–39. (англ.)
- Sokolnicki M. La Sultane ruthene // Belleten TTK. Cilt XXIII. — 1959. — P. 229—239.
- Ulucay Cagatay M. Padisahlarin Kadinlari ve Kizlari. — Ankara, 1992. — 220 p. (татар.)